# Цензура в ГДР
Цензура в Восточной Германии (нем. Zensur in der DDR) — контроль государственных органов и партийных органов ГДР над содержанием и распространением информации, в том числе печатной продукции, музыкальных и сценических произведений, произведений изобразительного искусства, кинематографических и фотографических произведений, передач радио и телевидения, с целью ограничения либо недопущения распространения идей и сведений, которые органы власти ГДР полагали вредными и нежелательными. Цензура в ГДР практиковалась в течение всего периода существования этой страны с 1949 по 1990 годы.

## Цензура в зоне оккупации Германии советскими войсками
В зоне оккупации Германии советскими войсками с 1945 г. до образования ГДР в октябре 1949 г. цензура осуществлялась Советской военной администрацией Германии (СВАГ). На местах назначались цензоры, как правило офицеры службы пропаганды с очень хорошим знанием немецкого языка, чаще всего в ранге капитана или майора. Периодические издания партий антифашистско-демократического блока (Христианско-демократический союз, Либерально-демократическая партия и Национально-демократическая партия Германии) подлежали предварительной цензуре, в то время как газеты Социалистической единой партии Германии (СЕПГ) придерживались заданной «партийной линии» посредством самоцензуры. При предварительной цензуре в газете назначался редактор, который был обязан до начала печати предъявить в комендатуре корректурный отиск нового выпуска и получить разрешение на печать.
Управление пропаганды, позднее переименованное в Управление информации, входило в состав СВАГ. Его руководителем с 1945 г. по сентябрь 1949 г. был генерал-майор Сергей Иванович Тюльпанов. Подобные управления также существовали в региональных представительствах СВАГ.
В 1949 г. при образовании ГДР было принято решение о «приобщении к государственной идеологии» прессы и переходе СМИ и издательств в государственную собственность; соответственно, предварительная цензура была заменена менее прямыми формами цензуры.

## Положения конституции ГДР
Конституция ГДР 1949 года гарантировала в секции 2 статьи 9, что цензура средств массовой информации запрещена. Это положение было изъято из статьи 9 в новой редакции конституции 1968 года и выделено в отдельную статью 27, в которой говорится:
- «Каждый гражданин имеет право свободно и публично выражать своё мнение в соответствии с принципами конституции»
- «Свобода печати, радио и телевидения гарантирована»

Несмотря на это, на протяжении всей истории ГДР осуществлялась официальная и неофициальная цензура, которая заметно ослабла только в последние годы существования государства. Поскольку ГДР была однопартийным государством, демократические свободы находились под контролем правящей партии и зависели от взглядов высокопоставленных партийных функционеров.
Несмотря на явное противоречие цензуры положениям конституции, её существование оправдывалось интересами государственной безопасности, общественных приличий и другими причинами, предусмотренными законами ГДР.

## Уголовное право
Ряд правовых норм, закрепленных в Уголовном кодексе ГДР, использовался для осуществления цензуры:
- «Резиновая» статья № 106 наказывала «антигосударственную пропаганду» и «злоупотребление СМИ для распространения буржуазной идеологии».
- Статья № 219 «Противозаконное вступление в связь» делала уголовно наказуемыми обладание и передачу третьим лицам западных газет и журналов.
- Статья № 220 «Распространение клеветнических измышлений» защищала органы государственной власти и их сотрудников не только от клеветы, но и от «дискредитации».
- Статьи № 245 и № 246 «Разглашение сведений, составляющих государственную тайну» делали уголовно наказуемой передачу информации о положении дел в ГДР западным СМИ.

## Авторское право
«Постановление об охране авторских прав Бюро авторского права» регламентировало публикации за рубежом для предотвращения публикации писателями ГДР произведений в западных странах в обход цензуры: это было возможным только с разрешения Бюро.

## Реализация цензуры
Все публикации в средствах массовой информации, произведения искусства и культуры контролировались государственными органами. Все потенциальные публикации проходили многоступенчатую проверку. Одной из ступеней была внешняя цензура, проводимая правительством и внутренняя цензура местными органами СЕПГ.

### Внешняя цензура
Внешняя цензура осуществлялась редакторскими коллективами печатных органов. Публикация анализировалась с точки зрения соответствия социалистической идеологии, и в случае необходимости автору направлялись предложение на внесение изменений. После внесения изменений работа проходила повторную проверку.

### Государственная цензура
Государственная цензура проводилась под руководством двух правительственных органов: Главное управление книгоиздания и книжной торговли (нем. Hauptverwaltung Verlage und Buchhandel, HV) и Бюро авторских прав (нем. Büro für Urheberrechte). Главное управление книгоиздания принимало решение о степени цензуры, и способах публикации и маркетинга. Задачей управления, согласно «Постановлению о развитии прогрессивной литературы» (нем. Verordnung über die Entwicklung fortschrittlicher Literatur), было разрешать или запрещать публикацию книг путём распределения бумаги для печати.
Главное управление книгоиздания и книжной торговли полностью контролировало все 78 издательств ГДР. Таким образом, помимо распределения бумаги и регулирования производственных мощностей по печати, сотрудники управления могли оказывать влияние непосредственно на руководителей издательств и редакторов.
Бюро по авторским правам принимало решение о возможности публикации за рубежом. Получение разрешения не было автоматическим и могло быть возможным только при соблюдении ряда условий.

### Цензура СЕПГ
Партийная цензура пронизывала ГДР сверху донизу. Ключевые должности на всех предприятиях и организациях (в том числе в «авторских коллективах») занимали члены СЕПГ. Иногда цензура осуществлялась высшими органами СЕПГ, включая Политбюро.

## Цензура СМИ
Сюжеты и ключевые темы, освещаемые СМИ, задавались Политбюро Центрального комитета (ЦК). В подчинении секретарю ЦК по агитации и пропаганде, помимо прочего, находился отдел по агитации, который занимался СМИ. Среди применяемых методов воздействия были ежедневные конференции с представителями СМИ в Берлине, телеконференции с другими газетами Социалистической единой партии Германии и публикация директив прессе. Кроме того, отдел печати правительства ГДР издавал «инструкции» для СМИ.
На местном уровне цензура осуществлялась государственными «информационными отделами», которые также выпускали «рекомендации», соответствующие заданным правительством инструкциям. Также косвенно в цензуре СМИ принимали участие местные штаб-квартиры партии, которые ежедневно пересылали в редакции печатных изданий по телетайпу списки обязательных для освещения тем, аргументы, которые должны были быть использованы при написании комментариев событий, формулировки заголовков, и плановые задания. По этой причине среди редакторов провинциальных газет было популярным крылатое выражение «Мою точку зрения пришлют из Берлина в два часа!».

### Цензура газет и журналов
В ГДР печать периодических изданий была возможной только при получении лицензии прессы. В зоне оккупации советскими войсками была разрешена публикация только идеологически близких партии газет, за исключением немногих надпартийных изданий (например, «Абендпост» в Эрфурте или «Тагеспост» в Потсдаме). После объединения партий антифашистско-демократического блока Социалистическая единая партия Германии получила полный контроль над периодическими изданиями. После упразднения последних надпартийных газет в 50-х годах все дневные газеты в ГДР находились под контролем партий антифашистско-демократического блока или общественных организаций.
Продажа и доставка газет и журналов являлась монополией агентства по распространению печати ГДР (нем. Postzeitungsvertrieb der DDR). В агентстве составлялся список газет и журналов, подлежащих распространению. Фактически отказ от внесения в список или исключение из него означали запрет на печать. Так, в ноябре 1988 г. советская газета «Спутник» была на год исключена из списка из-за ряда критических статей.
В Центральном комитете и в отделе печати при правительстве ГДР существовали группы оценки (т. н. «группа отбора» отдела по агитации и пропаганде), проводившие мониторинг всех публикаций. Решения о принятии санкций против СМИ или отдельных журналистов принимались на основе этих оценок.

### Цензура электронных СМИ
После окончания войны под контролем Советской военной администрации в Германии (СВАГ) были созданы региональные станции радиовещания (в том числе «Берлинер рундфунк», «Миттельдойче рундфунк» и региональные станции в городах Дрезден, Шверин, Галле, Эрфурт и Потсдам). Региональные станции были подчинены «Берлинер рундфунк», которая, в свою очередь, управлялась СВАГ.
12 октября 1949 г. контроль радиовещания перешёл к правительству ГДР. В 1952 г. была проведена централизация радиовещания: в распоряжении отдела по агитации и пропаганде ЦК СЕПГ поступила центральная радиостанция; таким образом, отдел являлся монополистом радиовещания. В 1968 г. при Совете министров ГДР были образованы отдельные комитеты по телевидению и радиовещанию: Госкомитет по радиовещанию при Совете министров ГДР и Государственный комитет по телевидению. Тем не менее, оба комитета остались под контролем СЕПГ и продолжали получать правительственные указания [5].
Цензура электронных СМИ оставалась неэффективной, поскольку население ГДР было способно принимать радио- и телепрограммы западных СМИ. Ещё до того, как западное телевидение начало играть важную роль в предоставлении информации жителям ГДР, радиостанции, например, радио американского сектора оккупации Берлина, нарушали монополию правительства ГДР на информацию. Попытки заглушить приём западных программ были успешными только в средневолновом диапазоне. Теле- и радиопрограммы Западной Германии, передавемые в УКВ-диапазоне, не были заглушены и в большинстве регионов ГДР был возможен (и общепринят) беспрепятственный приём.
При этом приём программ западных станций был частично наказуем. Однако в 1980-х гг. в ГДР правительством было допущено осуществление ряда инициатив по строительству кабельных сетей, в большинстве своём для улучшения приема передач из Западной Германии.
Благодаря широкой доступности и большой популярности среди населения западных телевизионных и радиопрограмм, правительству ГДР за весь период существования республики не удалось помешать распространению не подвергнутой цензуре информации (за исключением т. н. «Долины простаков»).

## Цензура в искусстве и культуре
Все издательства, общественные мероприятия и выставки искусства были объектами цензуры. Все литературные произведения перед публикацией и драматические произведения перед постановкой подвергались цензуре.

### Подцензурная тематика
Все публикации, критиковавшие политический режим в социалистических странах и коммунистическую идеологию, были строго запрещены.
Запрещалась критика социализма в целом, а также критика социалистического строя в ГДР, СССР и других странах социалистического блока. Запрещались дискуссии о деятельности и методах политической полиции «Штази». Любые проявления симпатии к капитализму и фашизму, которые рассматривались как главные идеологические противники коммунизма, также запрещались. Не подлежали публикации любые призывы к противодействию правительству.
Запрещалось негативное отражение социалистической действительности, включая уровень жизни, качество образования, загрязнение окружающей среды и другие проблемы индустриального развития, незаконный переход в ФРГ (бегство из Республики), Берлинская стена.
Существовали также жёсткие стандарты приличия. Запрещалась сексуальная тематика (порнография, гомосексуальность), насилие и преступность в ГДР, социальные проблемы (алкоголизм, самоубийства, наркомания, депрессия).
В дополнение к тематическим запретам, правительство оставляло за собой право запретить публикацию или выставку по причине несоответствия «надлежащей форме». Ненадлежащими считались белый стих в поэзии, внутренний монолог, поток сознания, абсурд, авангард, абстрактное искусство.

### Наказание и последствия
Наиболее лёгким наказанием при несоблюдение правил цензуры было предупреждение или запрещение публикации. Применялись также карательные меры: арест, домашний арест, исключение из партии (для членов СЕПГ), отказ в выездной визе. В исключительных случаях применялась высылка из страны, чаще всего в Западную Германию.
Цензура не применялась одинаково ко всем авторам. Большей свободой публикаций пользовались члены партии, а также популярные писатели и авторы, имевшие политические связи. Практика цензурирования также сильно зависела от личного отношения цензора к автору. Очень часто темы, закрытые в какой-то области публикаций, разрешались в других областях.
Большинство авторов старались избежать конфликта с властями, создавая произведения, соответствовашие «линии партии». Этот феномен получил название «самоцензуры». Другие воспринимали всевластие цензуры как вызов и стимул к творчеству. Многие инакомыслящие с переменным успехом пытались избежать цензуры умелым использованием иносказания, иронии, сатиры, метафоры.
Наличие цензуры также приводило к попыткам общественности создать (нелегально) альтернативные СМИ. В особенности стоит отметить «самиздат», а также некоторые церковные журналы. Тем не менее, они добивались результата только на местном уровне.